# Schilksee
Schilksee, Kiel-Schilksee (duń. Schilksø) – dzielnica miasta Kilonia w Niemczech, w kraju związkowym Szlezwik-Holsztyn.